# Scapa
Scapa je skotská palírna společnosti Allied Domecq, jenž vyrábí skotskou sladovou whisky. Nachází se na pobřeží Scapa Flow u města Kirkwall na ostrově Mainland souostroví Orkneje a jde o druhou nejseverněji položenou palírnu whisky (po Highland Park).
Palírna byla založena v roce 1885 a produkuje čistou sladovou whisky. Palírna vyráběla osmiletou whisky s obsahem alkoholu 57 % nebo patnáctiletou whisky se silně čokoládovou chutí.
V listopadu 2009 byla Scapa znovu uvedena na trh jako 16letá whisky. Jde o whisky s chutí medu, jejíž slad se nesuší kouřem z rašeliny, a whisky je po palírně dopravovaná potrubím, aby se zabránilo přílišnému kontaktu s rašelinou, která v ní proto není cítit tolik jako další místní druhy.